# Stuck on You (ER)
Stuck on You is de zesde aflevering van het vijfde seizoen van de televisieserie ER, die voor het eerst werd uitgezonden op 5 november 1998.

## Verhaal
Dr. Weaver krijgt van het bestuur te horen dat zij nog verder willen zoeken naar een hoofd van de SEH, dr. Weaver moet nog wachten op de beslissing.
Dr. Benton bezoekt een dokter die ook doofstom is voor zijn zoon, na het bezoek concludeert hij dat er niets mee mis is om een doof kind te hebben. Ondertussen krijgt hij een nieuw student erbij, zijn vriendin dr. Corday.
Dr. Carter verliest zijn woning na de debacle op het Halloweenfeest, en moet nu op zoek naar nieuw woonruimte. Hij vindt uiteindelijk een woning, in de kelder van dr. Weaver. Hij verliest zijn baard na aanvaring met een patiënt die overgoten is met lijm.
Dr. Greene helpt een zestienjarige dakloze jongen die gewond is geraakt door een mishandeling. Hij probeert hem over te halen om de straat te verlaten en in een opvangtehuis te gaan wonen.
Hathaway probeert een oudere joodse man te helpen door woonruimte voor hem te vinden.

## Rolverdeling

### Hoofdrollen
- Anthony Edwards - Dr. Mark Greene
- George Clooney - Dr. Doug Ross
- Noah Wyle - Dr. John Carter
- Eriq La Salle - Dr. Peter Benton
- Laura Innes - Dr. Kerry Weaver
- Alex Kingston - Dr. Elizabeth Corday
- Phyllis Frelich - Dr. Lisa Parks
- John Aylward - Dr. Donald Anspaugh
- Gloria Reuben - Jeanie Boulet
- Kellie Martin - Lucy Knight
- Julianna Margulies - verpleegster Carol Hathaway
- Ellen Crawford - verpleegster Lydia Wright
- Penny Johnson - verpleegster Lynette Evans
- Lily Mariye - verpleegster Lily Jarvik
- Laura Cerón - verpleegster Chuny Marquez
- Gedde Watanabe - verpleger Yosh Takata
- Deezer D - verpleger Malik McGrath
- J.P. Hubbell - ambulancemedewerker Lars Audia
- Abraham Benrubi - Jerry Markovic
- Demetrius Navarro - Morales

### Gastrollen (selectie)
- Alessandra Torresani - Kate
- Christopher Holloway - vader van Kate
- Julie Bowen - Roxanne Please
- Cress Williams - politieagent Reggie Moore
- Jon Sklaroff -  Eddie Hainey
- Silas Weir Mitchell - Marcus Hainey
- Rhonda Stubbins White - Mrs. Enloe
- Chad Donella - Kevin Delaney
- Harvey Korman - Stan Levy
- Aldis Hodge - Brad Enloe